# Achranoxia koenigi
Achranoxia koenigi är en skalbaggsart som beskrevs av Brenske 1888. Achranoxia koenigi ingår i släktet Achranoxia och familjen Melolonthidae. Inga underarter finns listade i Catalogue of Life.